# 北京天文馆
北京天文館，位于北京市西城区西直门外大街138号，是北京市天文学展览馆和科普基地。北京天文馆是隶属于北京市科学技术研究院的全额拨款事业单位。

## 历史

### 籌建
中华人民共和国成立前，李元就希望在中国建立一座天文馆，中华人民共和国成立后他多次呼吁，并准备了很多资料。当时北京市主管教育工作的副市长吴晗访问民主德国时观看了天象表演，认为北京市也应建成这样的天象馆。此后李元承担了资料准备工作，并最终促成了北京天文馆开工建设。
第二次世界大战结束后，民主德国的蔡司天象仪器厂恢复生产天象仪。当时民主德国欠中华人民共和国债务（实为一战与二战的战争赔款），乃通过中华人民共和国驻民主德国大使建议，应在中国建天象馆，并愿用天象仪抵偿部分债务。1951年，蔡司天象仪器厂送来一架仪器模型，后用抵债方式出售给中华人民共和国一台，这是第二次世界大战结束后世界上生产的第2台天象仪（第一台由民主德国给苏联。后来联邦德国也生产了1台给美国）。
关于中国第一座演示天象节目的“天文电影院”的名字，还曾引发争论。当时国内资料一直将演示天象节目的场馆译为“假天馆”，也有的称为“天象馆”。但陈遵妫（北京天文馆首任馆长）坚决反对这种叫法，认为仅靠天象仪普及天文知识远远不够，还需举办展览、科普讲座、天文观测活动，“它绝不仅是天文电影院，应该是没有围墙的天文学校。”陈遵妫坚持应叫“天文馆”，希望这座中国第一个科普场馆不但演示天象节目，还培养天文爱好者及天文人才，出版天文普及刊物，开展研究课题。但当时其他国家只有演示天象节目的场馆，而没有陈遵妫设想的这种综合性场馆。最终中国科学院副院长竺可桢决定，“就叫‘天文馆’，别人没搞过的我们也要搞。”北京天文馆因而成为全世界第一家“天文馆”。
北京天文馆第一个方案选址在天坛公园内，正对王府井大街延长线，后被否决。第二个方案是将北京天文馆的天象厅设在北京鼓楼上，后被否决。第三个方案选址在北海公园后门斜对面的一块三角地，后被否决。最终选定西直门外大街南侧、北京动物园对面的一片空地作为馆址，这里不仅因靠近北京动物园所以青少年和游人多，而且莫斯科假天馆也是建在动物园对面，另外北京天文馆可以和北京动物园东侧的苏联展览馆（今北京展览馆）遥相呼应。

### 動工與落成

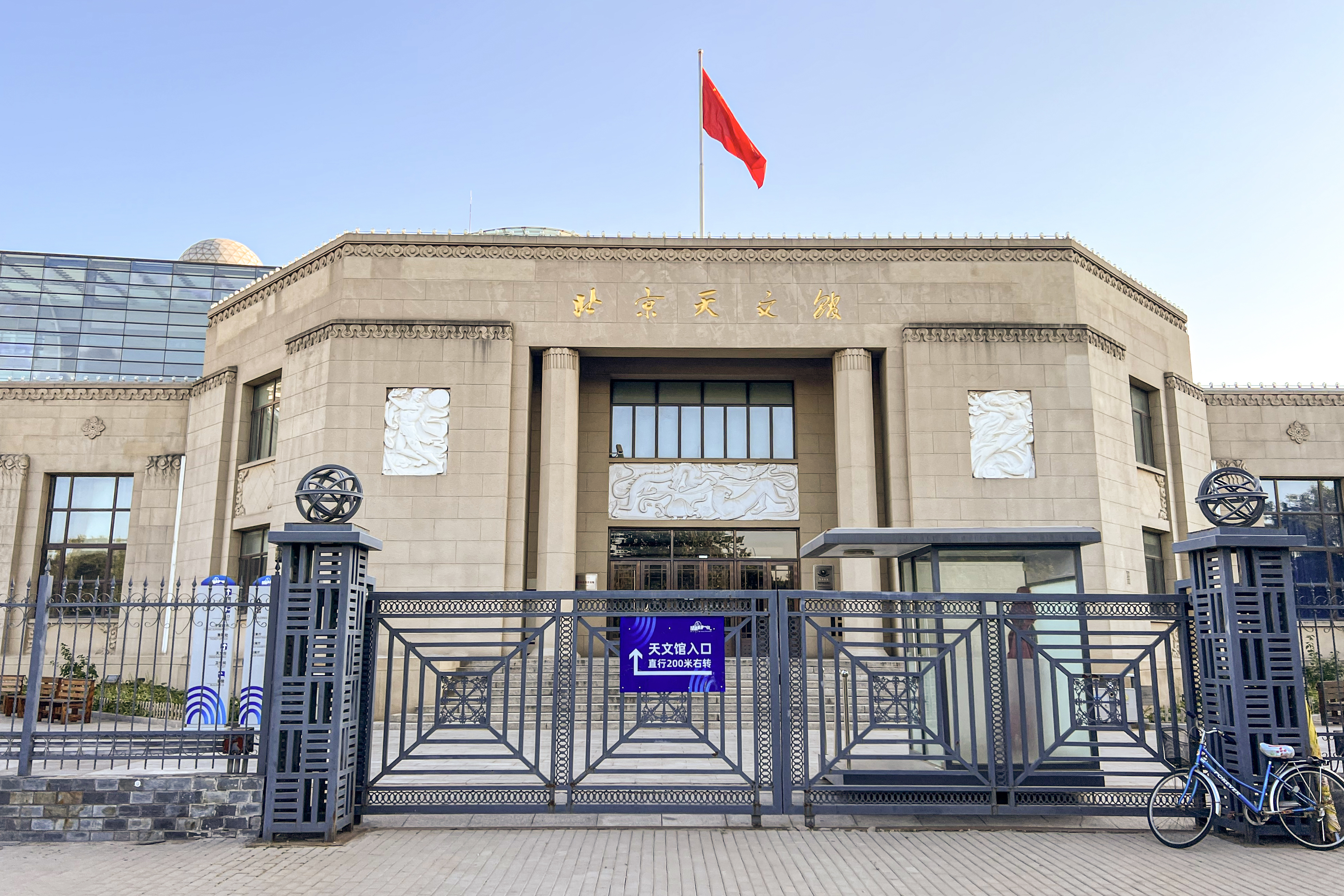
北京天文馆旧馆

1954年9月中央文化工作委員會批准中國科學院擬定的《北京假天館籌建計劃》，1955年秋，在民主德国专家帮助下，北京天文馆动工兴建。1957年9月29日上午，北京天文馆开幕。時任国务院副总理陈毅、中共中央宣传部部长陆定一、中国科学院副院長竺可桢、天文学家程茂兰等600多人参加开幕式。北京市副市长吴晗等领导在开幕式上发表讲话。当时馆内设有天象厅、展览厅、讲演厅、小天文台、小气象台。其中设在天象厅内的天象仪可以在穹顶银幕上构成“人造星空”。北京天文馆是亚洲第一座大型天文馆。
另外，位于建国门外的北京古观象台也归北京天文馆管理。
1958年起，中华人民共和国开始自主研制天象仪，特批北京工业学院、北京光学仪器厂、无线电控制设备厂和北京天文馆联合研制大型国产天象仪。1976年12月22日，中华人民共和国唯一一台国产大型天象仪在北京天文馆取代了蔡司天象仪投入使用，一直服役到2007年11月5日退役，此后移至新馆地下二层展厅永久保存展示。
文革期间，北京天文馆门厅外上方悬挂的青龙、白虎、朱雀、玄武四象浮雕被毁掉，换成“为人民服务”的大字，文革结束后照四象浮雕原样复制后重新刻在门厅外上方。建馆时，在大厅中央大圆池内的傅科摆上方，有嫦娥奔月、牛郎织女、后羿射日、女娲补天、夸父追日5幅天顶画，由吴作人、周令钊等人绘制，天顶画中心镶嵌根据二十八宿布局分布的鎏金制的星星，油画用木板围合形成浮云的效果，油画外侧是一圈凸出的十二生肖浮雕。这组天顶画在文革期间被指责为“牛鬼蛇神满天飞”而全部被毁，此后40年这里一直是白色天花板，在2006-2008年的老馆改造中才复原了天顶画。

### 新館興建

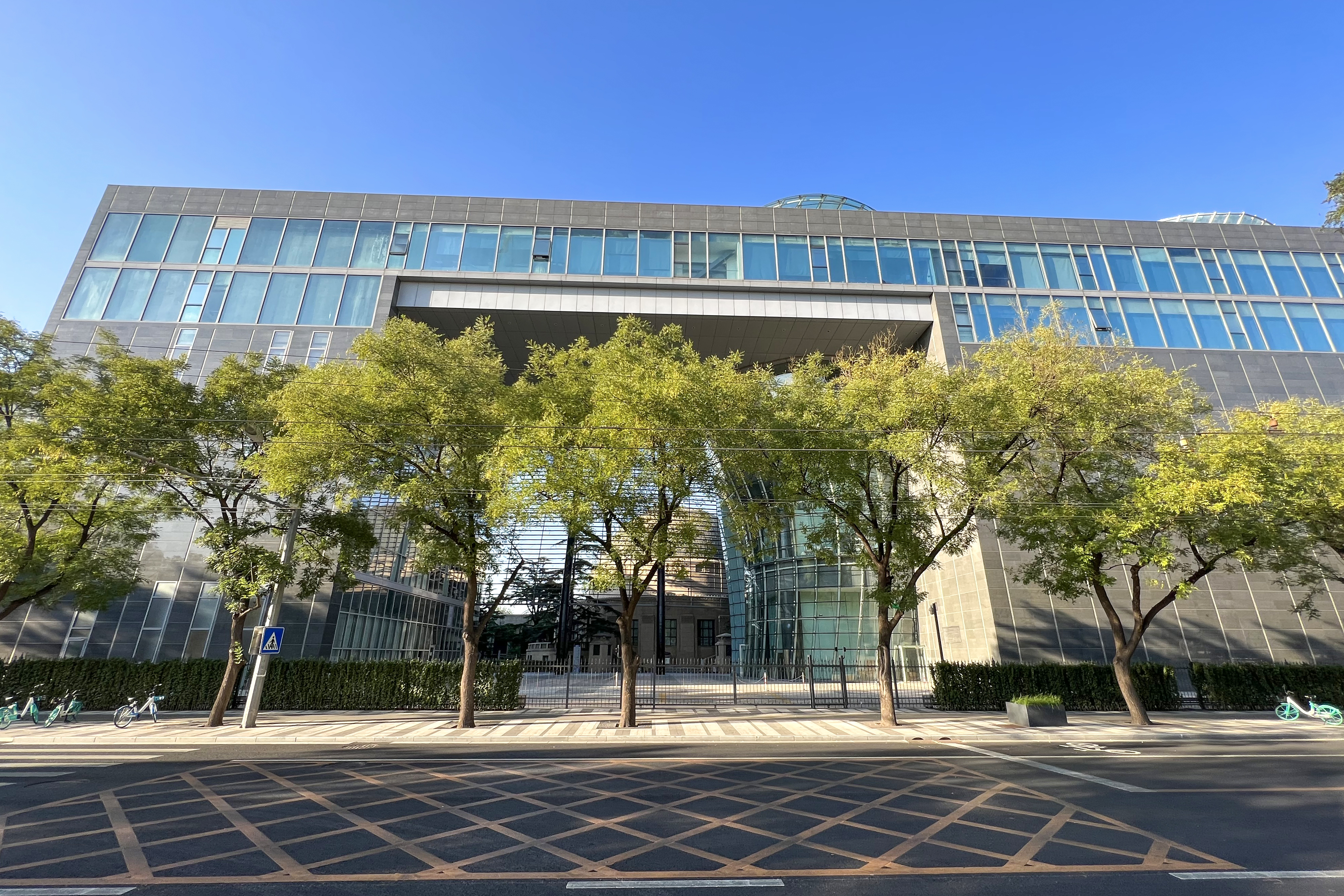
北京天文馆新馆南面，可见其北侧的老馆天象厅

2001年，北京天文馆新馆在老馆南侧开工建设。该工程是北京市60项重要工程之一。2004年12月12日，北京天文馆新馆落成并正式对外开放。自此北京天文馆由新馆、老馆、北京古观象台及若干馆外科普教育基地构成。北京天文馆新馆主体部分地上五层、地下两层，建筑面积21594平方米，由美国王弄极建筑师事务所、中国航天建筑设计研究院联合运用“相对论”理念设计，玻璃幕墙由深圳市三鑫特种玻璃技术股份有限公司承担。美国洛杉矶华裔设计建筑师王弄极（Nonchi Wang）以该建筑设计获得美国建筑师协会洛杉矶分会的设计荣誉奖。
2006年11月起，北京天文馆老馆改造工程开始。2008年7月11日，完成改造的北京天文馆老馆重新对外开放。经过此次改造，老馆恢复了建馆初期的外观，拥有直径23米的金属质地球幕，并使用当时世界最先进的“光学”、“数字”两套天象仪取代1970年代生产的国产天象仪。其中光学天象仪来自德国蔡司公司，是当时世界上最先进的蔡司9型光学天象仪。数字天象仪即数字投影系统，是由6台索尼数字投影机全天域数字图像拼接，分辨率是7800×7800像素，达到4000万像素，成为当时世界上分辨率最高的数字天象仪。另外还有4台辅助激光投影器，以及13.1声道环绕声系统等设备。改造后，天象厅座椅由600个减至400个，首次上映的是全天目数字天象节目《无限特快》。2008年7月11日起，互动科普展览《玩转星空》和《奥运星空》也对公众开放。2008年北京奥运会前，老馆天象厅还推出了中国首个数字天象节目系列剧《宇宙少年侦探团》（也是北京天文馆数字工作室“出品”的首部作品）。

### 被降級與重新評級
2013年1月15日，国家文物局发布《2011年度国家一级博物馆运行评估结果》，北京天文馆、抗美援朝纪念馆、中国海军博物馆、厦门华侨博物院因在评估中未达标，取消其国家一级博物馆称号，复檢後至同年5月14日正式调整为国家二级博物馆；这是自2008年施行博物馆年度评估制度后第一次出现降级博物馆。2017年，北京天文馆被评为第三批国家一级博物馆。2017年5月18日国际博物馆日，第三批国家一级博物馆共34家在作为国际博物馆日中国主会场的首都博物馆接受授牌。

## 场馆
北京天文馆是中国的第一座天文馆，现在分为A馆（又名老馆）和B馆（又名新馆）两座。馆内以精彩的剧场展示为主，利用球幕、多维技术将播放的天文展示电影演绎的震撼精彩。馆里有天文台可供游客观测，还有展厅展示宇宙的起源与发展，是学习天文知识、了解宇宙和观赏高科技电影的优良去处。
A馆内有展览厅、影视报告厅、大众天文台及天象厅。展览厅里展示宇宙的起源和指南针的发明史等，馆内也经常会在此举办各类其他展览。大众天文台既有观测功能，也对游人开放，游客可以在此用天文望远镜观测到太空的美丽。天象厅是A馆中最重要的馆区，厅内有直径23.5米的球幕穹顶，用先进仪器逼真还原地球上肉眼可见的9000颗左右的恒星，为观众带来最真实的星空体验。场馆最受欢迎的演出节目是“星空音乐会”，在聆听美妙旋律的同时观赏星空的变化，体验唯美。

B馆内有宇宙剧场、3D剧场、4D剧场共三个天文剧场，和天文展厅、太阳厅、大众天文台和天文教室等展厅。B1层的展厅内有宇宙时空穿梭机、陨石展、天象仪展览等帮助大家学习天文知识，1层的展厅里有各大星体的活动展示，可以在此寻找自己的星座。在1层的太阳厅内，则在演示太阳表面的活动情况。3D剧场位于B1层，4D剧场和宇宙剧场位于2层，都以先进的声光电技巧、可以旋转活动的座椅和球幕搭配放映影片，影片一般约30分钟，观赏时体验震撼刺激，仿佛身临其境。尤其是4D影院内会用水汽、喷雾、鼓风机等，更添真实感。

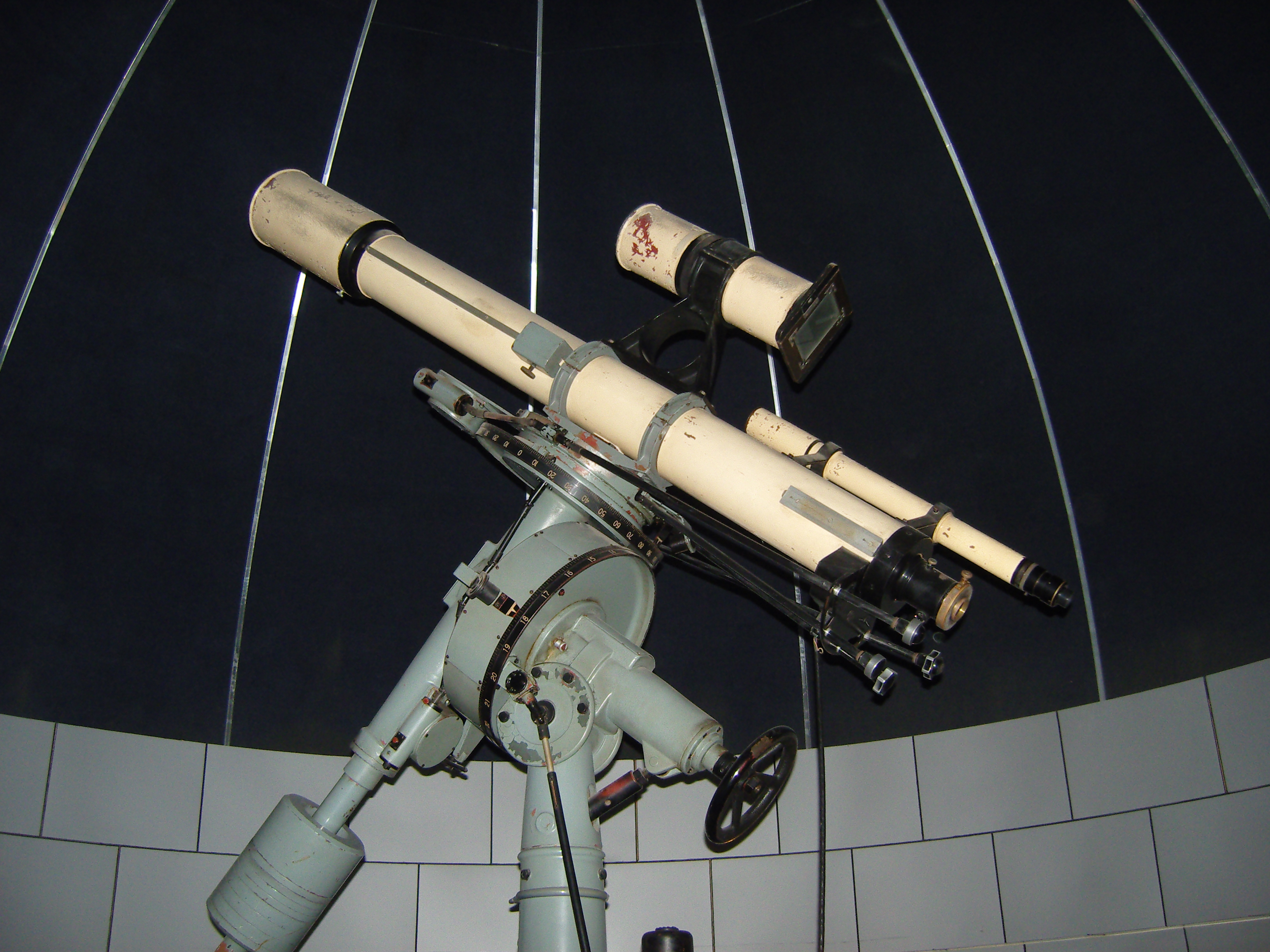
北京天文馆天文台使用的卡尔·蔡司天文望远镜

## 北馆星
国际小行星中心于2007年7月30日发布第60300号公告，第59000号小行星永久命名为北馆星（Beiguan），即北京天文馆星。2007年9月28日，在北京天文館成立50周年慶祝會上，由中国科学院国家天文台科技处处长薛随建博士宣读小行星命名公报，并向北京天文馆馆长朱进颁发了小行星命名证书。

## 历任馆长
- 陈遵妫（1957年9月29日－？）
- 陈晓中（？－1987年8月）
- 许明贵（1987年8月－1990年9月）
- 崔振华（1990年9月－1996年2月）
- 崔石竹（1996年2月－2002年9月）
- 朱进（2002年9月－2019年8月）[14]
- 王晓锋（2019年8月－）